# Louis Mayor-Vautier
 (septembre 2022).
Pour les articles homonymes, voir Mayor.
Louis Mayor-Vautier, né le 9 mai 1832 à Clarens et mort dans la même ville le 13 septembre 1896, est un industriel et une personnalité politique suisse.

## Biographie
Il est syndic du Châtelard de 1868 à 1886, puis est élu comme député au Grand Conseil du canton de Vaud de 1871 à 1877 ; il préside le parlement cantonal lors de cette dernière année. Il est également élu au Conseil national de 1876 à 1878, puis de 1881 à 1887.
Il est président du conseil d'administration de la Banque de Montreux, du Kursaal et du funiculaire Territet-Glion. Il prend part à la création de Nestlé.
Abbé-président de la Noble Abbaye des Écharpes Blanches de Montreux en 1887.

## Famille
Né le 9 mai 1832 à Clarens de Philippe Alexis Mayor (1809-1881) et Julie Cochard. Épouse en 1853 Elisabeth (Elisa) Vautier, fille de Charles Vautier (1802- ) et Sophie Dufour.
Ils ont trois enfants, Ernest Mayor (1853-1894), Sophie Mayor (1856-1923) et Emma Mayor (1858-1898).

## Hommages
L'avenue Mayor-Vautier à Clarens a été nommée en hommage à Louis Mayor-Vautier.